# Hezuo
Hezuo, även kallad Zö, är en stad på häradsnivå och huvudort i den autonoma prefekturen Gannan för tibetaner i provinsen Gansu i nordvästra Kina, omkring 140 kilometer sydväst om provinshuvudstaden Lanzhou.
Hezuo är indelat i fyra stadsdelsdistrikt, tre köpingar och tre socknar.
Stadsdelsdistrikt (jiedao):

- Dangzhou (当周街道)
- Jianmuke'er (坚木克尔街道)
- Tongqin (通钦街道)
- Yihe'ang (伊合昂街道)

Köpingar (zhen):

- Lexiu (勒秀镇)
- Nawu (那吾镇)
- Zuogaimanma (佐盖曼玛镇)

Socknar (xiang):

- Kajiadao (卡加道乡)
- Kajiaman (卡加曼乡)
- Zuogaiduoma (佐盖多玛乡)